# 亚历山大·华西列夫斯基

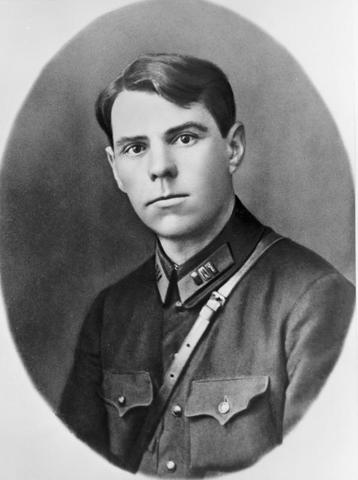
1928年

亚历山大·米哈伊洛维奇·华西列夫斯基（羅馬化：Aleksandr Mikhaylovich Vasilevsky；1895年9月30日—1977年12月5日），苏联红军总参谋长、远东军总司令。1943年荣获苏联元帅军衔。生于科斯特羅馬省新戈利奇哈镇一神父家庭。1915年9月从阿列克谢军事学校速成班毕业，立即被派往前线。1917年晋升为上尉。1917年十月革命和1917-1922年俄国内战开始后，他被征召入红军，参与了1919-1921年的波苏战争。和平时期，他迅速晋升，到1930年成为团长。在这个职位上，他在组织和训练部队方面表现出色。瓦西列夫斯基的才能得到了认可，1931年他被任命为军事训练总局成员。1937年，在斯大林的大清洗之后，他被提升为总参谋部官员。
在1943年苏联反攻开始时，华西列夫斯基协调并执行了红军在頓河上游、顿巴斯、克里米亚、白俄罗斯和波罗的海国家的进攻，并在1945年4月占领了柯尼斯堡，结束了他在欧洲的战争。1945年7月，他被任命为远东苏军总司令，执行了八月风暴行动（1945年8月）。战后，他从1949年到1953年担任苏联国防部长，直到1953年斯大林去世。随着1950年代中期尼基塔·赫魯曉夫的崛起，瓦西列夫斯基开始失势，最终被迫退休。他去世后，为表彰他的过去服务和对国家的贡献，他被安葬在克里姆林宫墙墓地。

## 个人生平

### 早年生活
华西列夫斯基于1895年9月30日在基涅什马新戈利奇哈镇的一个俄羅斯家庭出生（现为伊万诺沃州維丘加的一部分）。他的家里共有8个孩子，华西列夫斯基是第4个。他的父亲，米哈伊尔·阿列克斯罗维奇·华西列夫斯基（Mikhail Aleksandrovich Vasilevsky），是圣尼古拉斯教堂的一位神父。他的母亲，娜杰日达·伊万诺夫娜·索科洛娃（Nadezhda Ivanovna Sokolova），是另外一位神父的女儿。华西列夫斯基在1926年之后由于加入了共产党和在红军，与父母断绝了所有联系。他的三个兄弟也如此。然而，1940年在约瑟夫·斯大林的建议下，他与家人恢复了关系。
据华西列夫斯基说，他的家庭极其贫困。他的父亲大部分时间都在工作赚钱，而孩子们则在田里帮忙。1897年，这家人搬到了诺沃波克罗夫斯科耶，他的父亲在那里成为了新建的升天教堂的牧师，亚历山大也在那里开始了在教会学校的教育。1909年，他进入了科斯特罗马神学院，这需要他的父母做出相当大的经济牺牲。同年，一项防止前神学院学生进入大学学习的部长指令引发了全国性的神学院学生运动，导致大多数俄罗斯神学院的课程停止。包括华西列夫斯基在内的许多人被科斯特罗马神学院开除，几个月后，在神学院学生的要求得到满足后才返回。

### 第一次世界大战和俄国内战期间

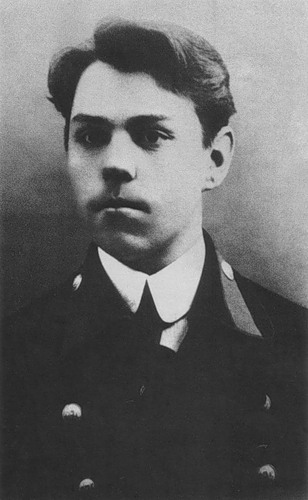
华西列夫斯基在沙俄陆军担任军官，1914年

完成神学院的学业并担任教师几年后，华西列夫斯基原本打算成为一名农艺师或测量员，但第一次世界大战的爆发改变了他的计划。根据他自己的话来说，他“被爱国情感所淹没” 而决定成为一名士兵。 华西列夫斯基于1915年1月通过考试，并于2月进入亚历山大军事法律学院。正如他回忆的那样：“我并不是为了开始军事生涯而决定成为一名军官的。我仍然想在战争结束后成为一名农艺师，并在俄罗斯的某个偏远角落工作。我无法预料到我的国家会发生变化，而我自己也会随之改变。 经过四个月的课程，他后来认为这些课程完全过时、理论化且不适合现代战争的需要。, 1915年5月，他以俄罗斯步兵中最高的准尉军衔被派往前线
从6月到9月，华西列夫斯基被分配到一系列预备团，并最终于9月作为第九集团军第109师第409诺沃霍佩尔斯基团的一名排长抵达前线 1916年春天，华西列夫斯基接管了一支连队，这支连队最终成为该团中最为著名的部队之一。 1916年5月，他在布鲁西洛夫攻势中率领部下作战，由于军官伤亡惨重，他晋升为营长，并在22岁时获得上尉军衔。

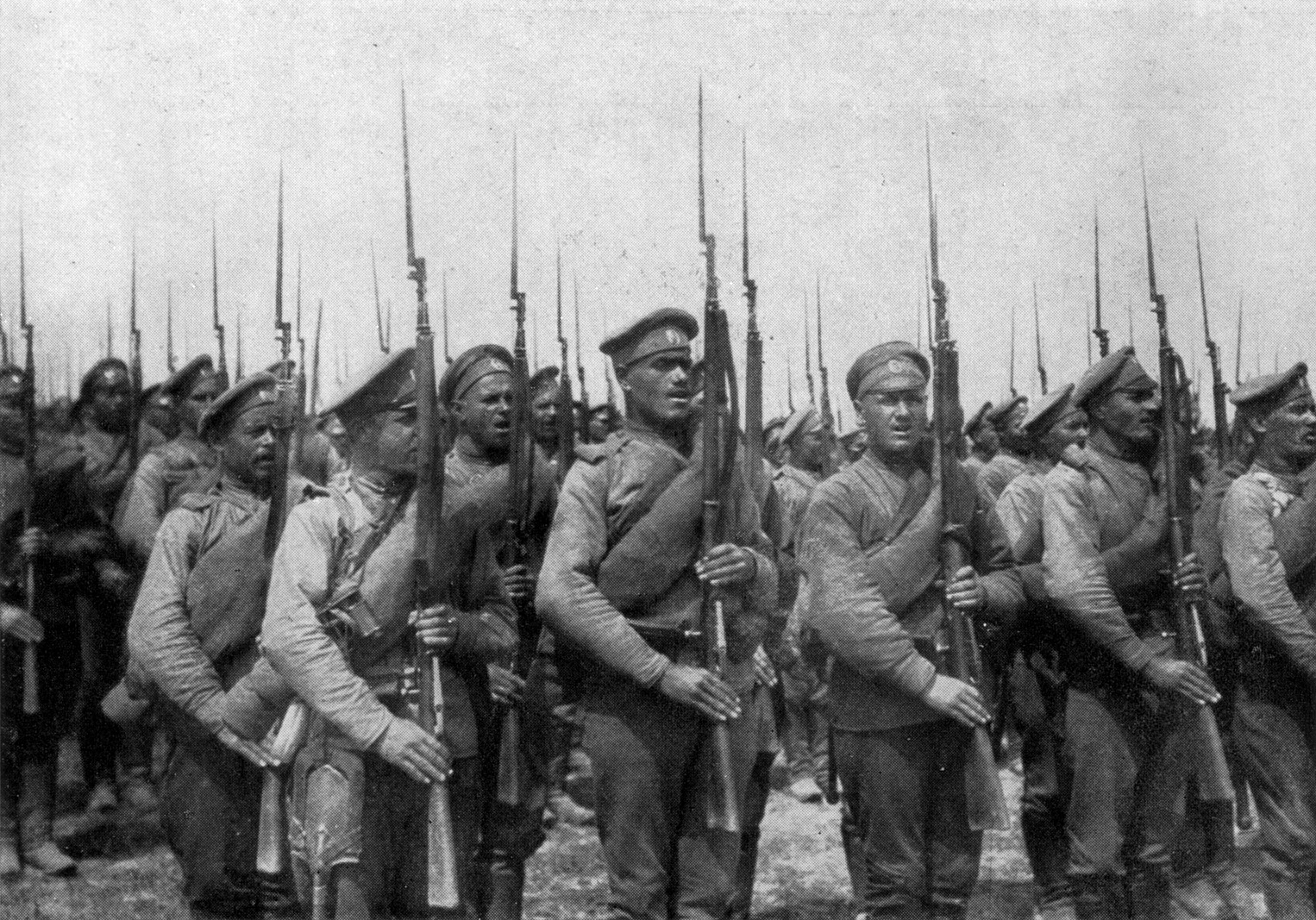
一战中的俄军步兵

1917年11月，在俄国革命刚刚结束后，华西列夫斯基决定结束他的军事生涯。正如他在回忆录中写道：“曾经有一段时间，我率领士兵们上战场，认为这是我作为一名俄罗斯爱国者的责任。然而，我明白了我们被欺骗了，人民需要和平……因此，我的军事生涯必须结束。我毫无悔意地可以回到我最喜欢的职业——在田野里工作。” 他从1917年驻扎的罗马尼亚返回了自己的家乡。
1917年12月，华西列夫斯基回到家中时得知，第409团的士兵（该团已被调往乌克兰）选举他为他们的指挥官（在俄国革命初期，指挥官是由士兵们选举产生的）。然而，当地的军事当局建议他拒绝这一提议，因为当时乌克兰正发生亲苏联势力与亲独立的乌克兰政府（中央拉达）之间的激烈战斗。他听从了这个建议，成为了他所在的基涅什马县的一名操练教官他于1918年9月退役，在图拉担任一名教师。
1919年4月，华西列夫斯基再次被征召入红军，并被派去指挥一支连队，对抗农民起义，并协助执行苏联的紧急政策—“余粮收集制”，要求农民以固定价格交出农业剩余产品。那年晚些时候，华西列夫斯基接管了一支新的预备营，并于1919年10月指挥了一个团。然而，由于安东·邓尼金的部队从未接近图拉，他的团从未参加过俄国内战的战斗。1919年12月，华西列夫斯基被派往西线，担任副团长，参与了波苏战争。
作为第11师第32旅第427团的副团长，华西列夫斯基参与了别列津纳河战役。在波兰军队缓慢但稳步向东推进时，他率部后撤，并在随后的反攻中，于1920年5月14日开始突破波兰防线，但最终被骑兵的反击所阻止。后来，从1920年7月4日开始，他参与了苏联向维尔诺（今立陶宛首都维尔纽斯）的进攻，尽管遭遇了波兰军队的顽强抵抗以及第一次世界大战期间在该地区建立的德国防御工事，但仍推进到涅曼河。华西列夫斯基的团于七月中旬抵达维尔诺附近，并在那里驻防，直到《里加合约》签订。 

### 战间期

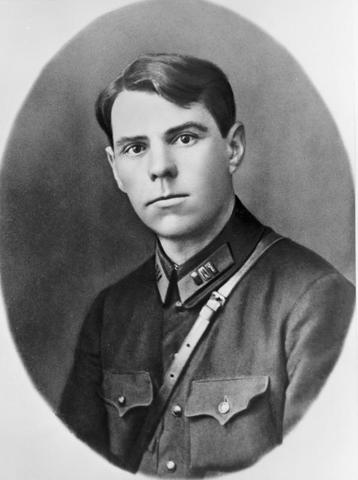
1928年时任团长的华西列夫斯基

在《里加条约》签订后，华西列夫斯基继续在白俄罗斯和斯摩棱斯克州与残余的白军势力和农民起义作战，直到1921年8月。 到1930年，他已经担任过第142、第143和第144步枪团的团长，在组织和训练部队方面表现出色。 1928年，他毕业于Vystrel 团长课程。在这些年里，华西列夫斯基与高级指挥官和党内成员建立了友谊，包括克利缅特·伏罗希洛夫, 弗拉基米尔·特里安达菲洛夫（著名的俄罗斯战争理论家，因其深度作战理论而闻名） 和鲍里斯·沙波什尼科夫。 尤其是沙波什尼科夫，他成为了华西列夫斯基的庇护者，直到1945年去世。华西列夫斯基的关系网和出色表现为他在1931年获得了军事训练局的职位。
在军事训练局工作期间，华西列夫斯基负责监督红军的训练，并参与编写军事手册和野战书籍。他还结识了几位高级军事指挥官，如米哈伊尔·图哈切夫斯基和时任红军副骑兵监察员的格奥尔基·朱可夫。 朱可夫后来评价华西列夫斯基为“一位非常了解自己工作的指挥官，他长期指挥团级部队，赢得了所有人的尊敬。”1934年，华西列夫斯基被任命为伏尔加军区的高级军事训练督察 (Privolzhsky voyenny okrug)。1937年，他进入总参军事学院，在米哈伊尔·图哈切夫斯基等经验丰富的将军的指导下，华西列夫斯基学习了军事战略和其他重要课题。毕业后即被调到总参谋部工作。1940年5月华西列夫斯基担任总参谋部作战部副部长，主管西方防务。1941年8月出任副总参谋长兼总参谋部作战部部长。1942年5月出任总参谋长。1942年10月起还同时担任苏联副国防人民委员。任职期间，几乎经历了苏德战争的所有重大战役，显示出卓越的军事指挥才能。1945年6月被任命为远东苏军总司令，负责指挥所有的参战部队实施八月風暴行動，战后任苏联武装力量部部长。1953年起先后任苏联国防部第一副部长，主管军事科学研究的副部长，1959年出任苏联国防部总监组总监。

## 脚注
1. ↑  .   [2017-08-19]. （原始内容存档于2017-08-16）.
2. ↑  Vasilevsky 1978，第8頁.
3. ↑  Pleshakov, Konstantin. . Houghton Mifflin Harcourt. 2005: 55–56. ISBN 0-618-36701-2.
4. ↑  Vasilevsky 1978，第9頁.
5. ↑  Vasilevsky 1978，第12頁.
6. 1 2  Vasilevsky 1978，第14頁.
7. ↑  This is a reference to the 1917 Russian Revolution and Vasilevsky's emerging communist beliefs
8. ↑  Vasilevsky 1978，第15頁.
9. ↑  Vasilevsky 1978，第16頁.
10. ↑  Vasilevsky 1978，第19頁.
11. ↑  Vasilevsky 1978，第23頁.
12. ↑  Vasilevsky 1978，第27頁.
13. ↑  Shikman A.P., Actors of our History, biographical dictionary, Moscow, 1997, entry "Vasilevsky".
14. ↑  Vasilevsky 1978，第30頁.
15. ↑  Vasilevsky 1978，第31頁.
16. ↑  Vasilevsky 1978，第33頁.
17. ↑  Vasilevsky 1978，第35頁.
18. 1 2 3 4
19. ↑  Vasilevsky 1978，第41–49頁.
20. ↑  Tucker, Spencer. . Taylor & Francis. 2003: 339. ISBN 978-0-203-40253-5.
21. ↑  Vasilevsky 1978，第42–44頁.
22. ↑  Vasilevsky 1978，第45頁.
23. ↑  Vasilevsky 1978，第49–50頁.
24. ↑  Vasilevsky 1978，第61頁.
25. ↑  Vasilevsky 1978，第59–60頁.
26. ↑  A Russian warfare theoretician, famous for his deep operations theory.
27. ↑  Vasilevsky 1978，第63頁.
28. ↑  Vasilevsky 1978，第70頁.
29. ↑  Zhukov 2002，第110頁.
30. ↑  Great Soviet Encyclopedia, Moscow, 1969–1978, entry "Vasilevsky".
31. ↑  Vasilevsky 1978，第80頁.
32. ↑  Vasilevsky 1978，第81頁.